# Frères ennemis
Frères ennemis este un film de acțiune dramă franco-belgian din 2018 scris și regizat de David Oelhoffen avându-i în rolurile principale pe Matthias Schoenaerts, Reda Kateb și Adel Bencherif. A fost selectat pentru a fi proiectat în secțiunea principală a competiției la cea de a 75-a ediție a Festivalului Internațional de Film de la Veneția.

## Sinopsis
Imrane și Manuel, membri ai unei familii criminale arabe, sărbătoresc eliberarea prietenului Nouri din închisoare. Contactele lui Nouri în închisoare îi conduc la o afacere cu droguri. Îndemnat de Imrane, Manuel stabilește afacerea. Pe drum, sunt prinși într-o ambuscadă care duce la moartea lui Imrane. Manuel scapă, dar devine principalul suspect atât în rândul lumii interlope, cât și al poliției. Driss, un ofițer de la Narcotice arab care a crescut împreună cu Manuel și ceilalți, îi dezvăluie lui Manuel că Imrane lucra ca informator. Manual refuză inițial să creadă acest lucru și respinge oferta sa de a lucra împreună. Deja bănuit de colegii săi de poliție, Driss întâmpină dificultăți suplimentare în comunitatea arabă atunci când încearcă să ia contact cu familia și foștii prieteni în timpul anchetei sale.
Driss se află sub presiune pentru a rezolva pierderea jenantă a informatorului său. Și Manuel este presat de șeful bandei, Raji, să afle cine l-a ucis pe Imrane, fiul său. După o altă încercare de a-l ucide, Manuel acceptă cu reticență să lucreze cu Driss. Manuel îl ucide pe Carminatti, un gangster despre care crede că i-a vândut ucigașului. Folosind telefonul lui Carminatti, Driss urmărește un apel către un telefon, dar îl avertizează pe Manuel că detectivii de la omucidere intenționează să-l aresteze. Driss îl sfătuiește pe Manuel să se lase arestat, deoarece probabil va fi eliberat din lipsă de dovezi. Pe măsură ce Manuel cântărește opțiunile pe care le are, el îl urmărește pe cel căruia îi aparținea numărul de telefon către care sunase Carminatti, Jean-Marc, care recunoaște că acesta îi dăduse un pont prin care poate obține droguri dacă îi omoară pe cei care se află în mașină. Jean-Marc dezvăluie în cele din urmă că Raji este cel care a ordona să-i ucidă. Manuel nu crede acest lucru, dar se consultă cu Driss. Driss spune că se pare că Raji ar fi ordonat moartea lor pentru a se revanșa în fața oficialilor marocani corupți pentru un transport neautorizat de droguri organizat de Imrane și Manuel.
După ce fosta soție a lui Manuel, Manon, i-a oferit un alibi, poliția îl eliberează. Driss îl sfătuiește pe Manuel să-l înlocuiască pe Imrane ca informator și să continue tranzacția inițială cu droguri din cauza căreia a fost ucis Imrane. Întâlnirea merge prost, iar Manuel află că există un contract pus pentru a fi ucis. Driss reușește să îi salveze viața lui Manuel, dar trezește suspiciuni în rândul traficanților de droguri că Manuel este un informator. Driss, știind că Manuel nu poate scăpa de la locul crimei fără a face închisoare dacă vrea să supraviețuiască, insistă că Manuel trebuie să renunțe. Manuel cere să i se dea câteva ore înainte de a fi arestat, timp în care îi avertizează pe Manon și pe fiul său Yvan că probabil va pleca pentru o vreme. Manuel pătrunde în casa lui Raji și îl confruntă, acesta recunoscând că a comandat lovitura, dar spune că a făcut-o pentru a-și proteja familia, recunoscând că în schimb a distrus viața tuturor. Ghicind modul de acțiune al lui Manuel, Driss ajunge prea târziu la casa lui Raji văzând cum Manuel îl execută pe Raji. Manuel iese din casă, fiind împușcat și ucis pe stradă.

## Distribuția
- Matthias Schoenaerts - Manuel
- Reda Kateb - Driss
- Sabrina Ouazani - Mounia
- Nicolas Giraud - Rémi
- Gwendolyn Gourvenec - Manon
- Astrid Whettnall - șefa lui Driss

## Lansare
Filmul a avut lansarea mondială în competiția principală la cea de-a 75-a ediție a Festivalului Internațional de Film de la Veneția la 1 septembrie 2018. A fost lansat apoi în cinematografe pe 3 octombrie 2018 și pe platforma de streaming Netflix la 29 ianuarie 2020.

## Recepție
Pe agregatorul de recenzii Rotten Tomatoes, filmul are un rating de aprobare de 58% pe baza a 12 recenzii, cu un rating mediu de 6,25/10. Consensul criticilor site-ului web spune: „Deși Frères ennemis este un film noi foarte bine produs, este prea previzibil și încearcă să distragă atenția prea mult pentru a avea un impact.”